# 奧希金斯湖
奧希金斯湖（西班牙語：Lago O'Higgins，智利名稱，一译奥伊金斯湖）或稱聖馬丁湖（Lago San Martín，阿根廷名稱），是巴塔哥尼亞地區的湖泊，位於智利伊瓦涅斯將軍艾森大區和阿根廷聖克魯斯省之間，座標48°50′S 72°36′W / 48.833°S 72.600°W，面積1,058平方公里，海拔250米，湖岸線525公里，最大深度836米，是美洲最深的湖泊。
其在智利的名称源于该国獨立運動的領袖贝尔纳多·奥希金斯，而在阿根廷的名称则源于阿根廷民族领袖何塞·德圣马丁。

## 外部連結
- Border crossing Chaltén to O'Higgins （页面存档备份，存于）
- Map of the area （页面存档备份，存于）
- CECS, Depth of Lake O'Higgins/San Martín（页面存档备份，存于）